# Anna Hagenbusch
Anna Maria Hagenbusch (* 26. Juli 1913 in Neu-Ulm; † 6. September 2005 in Stuttgart), genannt auch Anne Maria Hagenbusch, war eine deutsche Kindergärtnerin, Sozialpädagogin und Referatsleiterin für Frühpädagogik im Bayerischen Staatsministerium für Unterricht und Kultus.

## Leben und Wirken
Anna „Anne“ Maria Hagenbusch war das älteste von vier Kindern. Die Eltern, der Reichsbahnzugführer Kaspar Hagenbusch und dessen Ehefrau Anna Hagenbusch, geborene Gansler, waren gläubige Katholiken. Dementsprechend wuchsen die Kinder in einer von der katholischen Kirche geprägten Familienatmosphäre auf. Nach Abschluss der Volksschule und später Mittelschule, absolvierte Anna Hagenbusch in Ulm, am dortigen Seminar „St. Maria“, gegründet und geleitet von den Franziskanerinnen von Reute, die Ausbildung zur Kindergärtnerin und Hortnerin. Folgend arbeitete sie als Privaterzieherin u. a. bei der italienischen Diplomaten- und Grafenfamilie Pecori-Giraldi. Von 1942 bis 1944 war sie Leiterin eines NSV-Kindergartens in einem Notstandsgebiet der Stadt Ulm. Da sie nicht mehr mit dem NS-System kooperieren wollte, wurde sie für Büroarbeiten innerhalb der Reichsbahn zwangsverpflichtet.
Nach der Zeit des Nationalsozialismus engagierte sich Anna Hagenbusch innerhalb der katholischen Gemeinde in Neu-Ulm. Dort baute sie die Pfarrjugend auf und kümmerte sich um die vielen Ost-Flüchtlinge und -Vertriebene, die in die Stadt drängten. Außerdem absolvierte sie vom Mai 1948 bis August 1949 in Freiburg/Brsg. das Jugendleiterinnenseminar der Caritas. Unmittelbar danach übernahm sie in München die Geschäftsführung des dort ansässigen „Bayerischen Landesverbandes katholischer Kindertagesstätten e. V.“ (heute: „Verband katholischer Kindertageseinrichtungen Bayern“). Auf ihre Initiative hin wurden mehrere Jahreskurse zur Erwerbung der Nachqualifikation des unausgebildeten weltlichen wie klösterlichen Personals in den katholischen Kindergärten, Horten und Heimen durchgeführt. Hinzu kamen noch Fortbildungskurse für den Erwerb der Missio für Religionspädagogik sowie mehrtägige „Kurse für Kindergartenpädagogik“ in vielen Kirchenprovinzen Bayerns. Letztgenannte Kurse dienten der Einführung der Schörlpädagogik als pädagogische Konzeption in den katholischen Vorschuleinrichtungen.
Mit 57 Jahren wagte Anna Hagenbusch einen Berufswechsel und übernahm die Stelle einer Fachreferentin für Angelegenheiten der Frühpädagogik, Kindergärten, Horte und Spielplätze im „Bayerischen Kultusministerium“, wo der damalige Kultusminister Hans Maier ihr Vorgesetzter war. Dort zeichnete sie für die Zusammenarbeit der Wohlfahrtsverbände mit dem Staat verantwortlich. Außerdem war sie mitverantwortende Initiatorin des Staatsinstitut für Frühpädagogik und des Bayerischen Kindergartengesetzes, das am 1. Januar 1973 in Kraft trat.
Anna Hagenbusch hatte viele Ehrenämter inne. Sie war u. a. Bundesvorsitzende des „Berufsverbandes katholischer Erzieher und Sozialpädagogen Deutschlands“ (BKESD), unabhängige Sachverständige in der „Kommission Vorschulische Erziehung der Europäischen Länder“ bei der EG in Brüssel, Mitglied im Präsidium der „Arbeitsgemeinschaft Katholischer Verbände für Erziehung und Schule“, sowie im „Deutschen Nationalkomitee für Erziehung im frühen Kindesalter“.
Anna Hagenbuch, die im Alter unter schwerer Demenz litt, übersiedelte 2001 zu Familienangehörigen nach Stuttgart, da sie dort besser versorgt werden konnte.

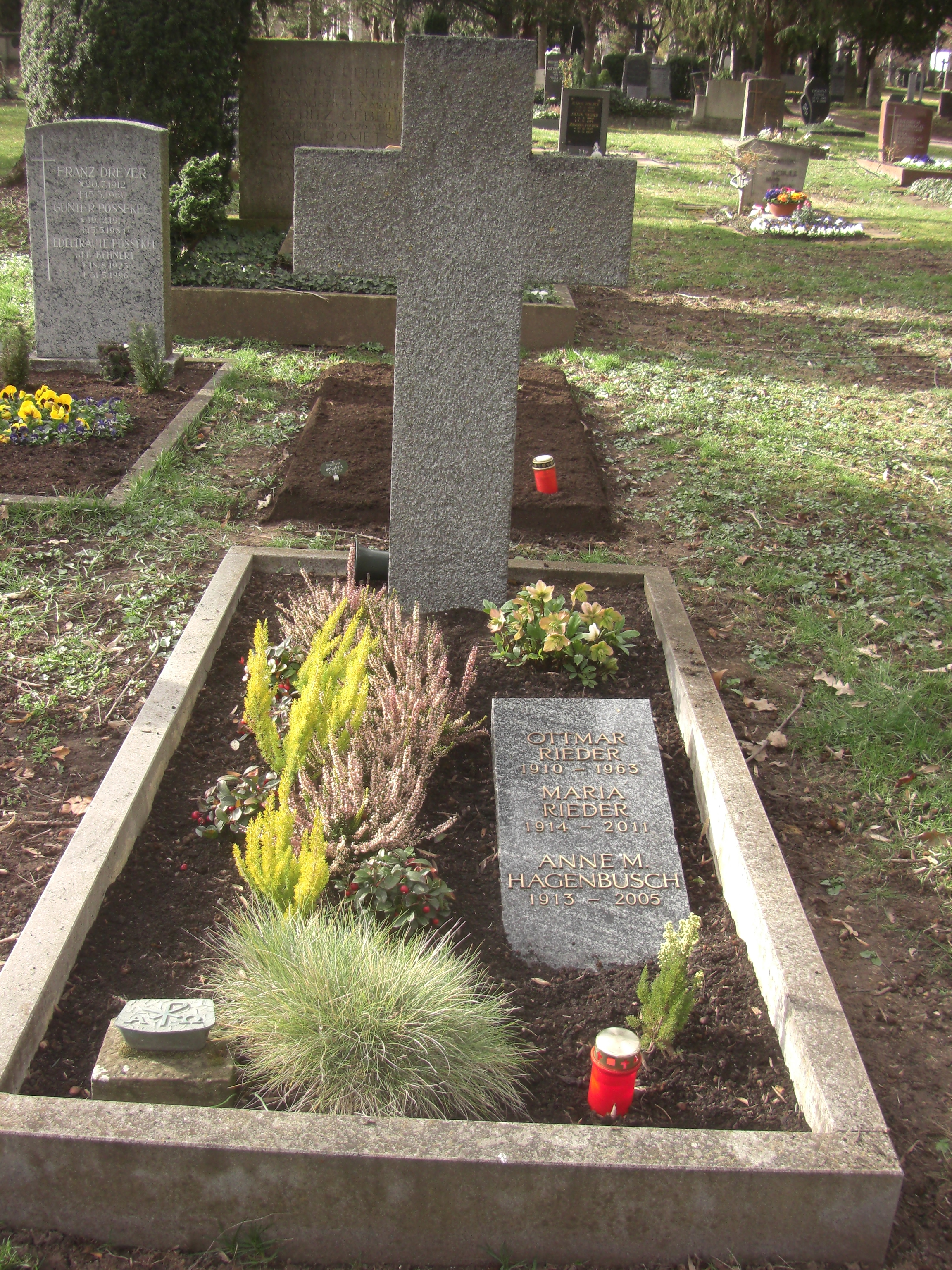
Grabstätte von Anna Hagenbusch; Quelle: Ida-Seele-Archiv

## Ehrungen
- 1973 die „Goldene Ehrennadel des Deutschen Caritasverbandes“
- 1978 die „Silberne Plakette des Deutsch-Französischen Jugendwerkes“
- 1979 das päpstliche Ehrenzeichen Pro Ecclesia et Pontifice
- 1981 das Bundesverdienstkreuz I. Klasse

## Veröffentlichungen (Auswahl)
- Von gesundheitspflegerischen Aufgaben in der Kindertagesstätte. In: Kinderheim.  1951, S. 187–191 u. 213–220
- Erinnerungen an den Eucharistischen Kongress in München, insbesondere im Hinblick auf das Kind. In: Kinderheim. 1960, S. 267–273.
- Eucharistische Erziehung des Kindes. In: Kinderheim. 1961, S. 68–80.
- Religiöses Spiellied mit unseren Kleinen. In: Kinderheim. 1962, S. 182–183.
- Tätigkeitsbericht des Bayerischen Landesverbandes Kath. Kindertagesstätten für 1962/63. In: Kinderheim. 1964, S. 38–41.
- Zum Muttertag. In: Kinderheim. 1965, S. 79.
- Jahresbericht 1966. In: Welt des Kindes. 1967, S. 103–106.
- 50 Jahre im Dienst von Kind und Familie. In: Welt des Kindes. 1968, S. 4–9.
- Einige Gedanken zur derzeitigen Kindergartenarbeit. In: Welt des Kindes. 1968, S. 55–59.
- Überlegungen zur Kooperation von Kindergarten und Grundschule. In: Wehrfritz GmbH (Hrsg.): Kooperation von Elementar- und Primarbereich. Rodach 1969, S. 149–155.
- Was ist vorschulische Erziehung? Antworten auf ein aktuelles Thema. Ravensburg 1972.
- Übergreifende Aspekte zur Konzeption des Schulkindergartens bzw. ähnlicher Einrichtungen zur Förderung des noch nicht schulfähigen Kindes. In: A. Hagenbusch (Hrsg.): Das schulbereite Kind. Förderung der Schulfähigkeit und Schulbereitschaft. Donauwörth 1985, S. 79–110.
- mit Elisabeth Becker und Maximilian Weber: Der Hort zwischen Familie, Schule und Freizeitraum. Versuch einer Situationsanalyse und Konsequenzen. 1976; Neuauflage Donauwörth 1986.
- Leben mit Kindern in Tageseinrichtungen und anderen Formen der Familienhilfe. Donauwörth 1995.